# Joseph Kearns
Pour les articles homonymes, voir Kearns.
Joseph Kearns (12 février 1907, Salt Lake City, Utah – 17 février 1962, Los Angeles, Californie) est un acteur américain.

## Biographie
Il est particulièrement connu pour son interprétation du rôle de Georges Wilson ("Monsieur Wilson") dans la série télévisée de CBS, Denis la petite peste entre 1959 et son décès en 1962. Il a aussi doublé la voix de la Poignée de Porte dans le film d'animation de Disney, Alice au Pays des Merveilles.

## Filmographie
- 1946 : La vie est belle de Frank Capra
- 1951 : Alice au pays des merveilles
- 1951 : Jeu, set et match (Hard, Fast and Beautiful) d'Ida Lupino
- 1956 : Au cœur de la tempête (Storm Center) de Daniel Taradash
- 1958 : Une fille qui promet (The Girl Most Likely) de Mitchell Leisen
- 1959 : Denis la petite peste, série TV, M Wilson